# توماس بيب
توماس بيب هو سياسي أمريكي، ولد في 8 مايو 1783 في مقاطعة أميليا في الولايات المتحدة، وتوفي في 20 سبتمبر 1839 في مقاطعة ليمستون في الولايات المتحدة بسبب ذات الرئة. نشط حزبياً في الحزب الجمهوري الديمقراطي. وقد انتخب حاكم ألاباما ‏ (10 يوليو 1820 – 9 نوفمبر 1821).